# 伯靈頓站 (衣阿華州)
伯靈頓站（英語：Burlington station）為位於美國衣阿華州得梅因縣伯靈頓市的一座鐵路客運車站，原為伯靈頓鐵路公司 （Burlingtion Railroad）的總站。位於伯靈頓市南大街300號，密西西比河畔。現僅有“加州和風”號一對列車經停。此外，此站也作為是伯靈頓市的巴士總站。

## 車站概述
車站擁有線路三條，一座島式月臺，一座側式月臺。此站目前無人值守，亦無售票、候車機構。乘客須事先通過其他途徑購票，或上車後向車長買票。2011財年，共有7285人次乘客在此乘降，為衣阿華州最繁忙的一座鐵路車站。
車站位於密西西比河西岸。客運列車通過密西西比河上一座升降橋進入伊利諾伊州。由於密西西比河河運繁忙，列車有時會在站內等候升降橋復原。

## 外部連結
- Amtrak - Stations - Burlington, IA
- Burlington Amtrak Station (USA Rail Guide -- Amtrak Station)（页面存档备份，存于）

40°48′21″N 91°06′06″W / 40.8057°N 91.1018°W